# Altica tamaricis tamaricis
Altica tamaricis tamaricis é uma subespécie de insetos coleópteros polífagos pertencente à família Chrysomelidae.
A autoridade científica da subespécie é Schrank, tendo sido descrita no ano de 1785.
Trata-se de uma subespécie presente no território português.